# Litwinki (województwo warmińsko-mazurskie)
Litwinki (dawniej niem. Littfinken) – wieś w Polsce, położona w województwie warmińsko-mazurskim, w powiecie nidzickim, w gminie Nidzica. 
W latach 1975–1998 wieś administracyjnie należała do województwa olsztyńskiego.

## Historia
Wieś została założona w 1384 r. na 26 łanach. W XVI w. wieś należała do Piotra Kobierzyckiego (starosty nidzickiego). W XIX w. Litwinki były dziedzicznym folwarkiem, później przekształcone w majątek ziemski. W 1818 r. bzz 3 domy z 36 mieszkańcami. w 1871 r. w 6 domach myło 75 mieszkańców, w tym 54 ewangelików i 21 katolików a trzy osoby posiadały obce obywatelstwo. W 1872 r. schroniło się we wsi dwóch zbiegów z Królestwa Kongresowego. W 1890 r. w Litwinkach było 6 domów i 64 mieszkańców. W 1905 r. we wsi było 83 mieszkańców, natomiast w 1910 - 95. W 1929 r. obszar dworski zmienił status wieś. 
W 1933 r. we wsi mieszkało 110 osób.